# 工作目錄
工作目錄（英語：Working directory），又作目前工作目錄（英語：Current working directory）、目前目錄（英語：Current directory），是一計算機用語。使用者在作業系統內所在的目錄，使用者可在此目錄之下，用相對檔名存取檔案。

## 在shell中
在Unix、DOS、Windows中由于文件系统特性，每个目录中都存在一个.（点）目录，为指向该目录自身的一个硬链接，和一个..（两点）目录，为指向其父目录的一个硬链接。

### Unix shell
Unix shell中使用cd命令改变工作目录，而pwd命令打印工作目录；PWD变量也可用于获取工作目录。例如：
```
$ pwd
/usr
$ cd local
$ pwd
/usr/local
$ echo "$PWD"
/usr/local
$ cd ..
$ cd src
$ pwd
/usr/src

```

### COMMAND.COM和cmd.exe
此shell使用CD命令来改变或打印工作目录。

### DIGITAL命令语言（英语：DIGITAL Command Language）shell（VMSshell）
DCL中工作目录的概念由DEFAULT选项表示。可以用SET DEFAULT改变工作目录，SHOW DEFAULT打印工作目录；另外DIR命令也会显示工作目录。例如：
```
$ show default
  DUA0:[000000]
$ dir

Directory DUA0:[000000]

000000.DIR;1        BACKUP.SYS;1        BADBLK.SYS;1        BADLOG.SYS;1       
BITMAP.SYS;1        CONTIN.SYS;1        CORIMG.SYS;1        INDEXF.SYS;1       
SYS0.DIR;1          SYSEXE.DIR;1        SYSMAINT.DIR;1      VOLSET.SYS;1

Total of 12 files.
$ set default [sys0]
$ dir

Directory DUA0:[SYS0]

MOM$SYSTEM.DIR;1    SYSCBI.DIR;1        SYSERR.DIR;1        SYSEXE.DIR;1       
SYSHLP.DIR;1        SYSLIB.DIR;1        SYSMAINT.DIR;1      SYSMGR.DIR;1       
SYSMSG.DIR;1        SYSTEST.DIR;1       SYSUPD.DIR;1

Total of 11 files.
$ set default [sys0.sysmsg]
$ dir

Directory DUA0:[SYS0.SYSMSG]

ADAMSG.EXE;1        CLIUTLMSG.EXE;1     DBGTBKMSG.EXE;1     FILMNTMSG.EXE;1    
NETWRKMSG.EXE;1     PASMSG.EXE;1        PLIMSG.EXE;1        PRGDEVMSG.EXE;1    
RPGMSG.EXE;1        SCNMSG.EXE;1        SHRIMGMSG.EXE;1     SYSMGTMSG.EXE;1    
SYSMSG.EXE;1        TPUMSG.EXE;1        VAXCMSG.EXE;1

Total of 15 files.
$ show default
  DUA0:[SYS0.SYSMSG]

```

注：VMS使用 .（点）来在路径中分隔目录名，000000是根目录的名字。